# دانيال دي. بارنارد
دانيال دي. بارنارد هو دبلوماسي ومحامي وسياسي أمريكي، ولد في 16 يوليو 1797 في شيفيلد ‏ في الولايات المتحدة، وتوفي في 24 أبريل 1861 في ألباني في الولايات المتحدة. نشط حزبياً في حزب اليمين. وقد انتخب سفير وانتخب عضو مجلس النواب الأمريكي ‏.